# Sun Jun (basket-ball)
Dans ce nom, le nom de famille, Sun, précède le nom personnel.
Sun Jun, (en chinois : 孙军), né le 22 juin 1969 à Changchun en Chine, est un joueur et entraîneur de basket-ball chinois. Il évolue au poste d'ailier.